# Chris Samuels
Chris Samuels (født 28. juli 1977 i Mobile, Alabama, USA) er en tidligere amerikansk footballspiller, der spillede i NFL som offensive tackle. Han spillede hele sin tid i ligaen for Washington Redskins.
Samuels var en vital del af Redskins offensiv, og hans præstationer blev hele fem gange, i 2001, 2002, 2005, 2006 og 2007 belønnet med udtagelse til Pro Bowl, NFL's All Star-kamp.

## Klubber
- 2000-2009: Washington Redskins